# Весна (Момпер)
«Весна» або «Алегорія Весни» (нім. Allegorie des Frühlings) — маловідома картина фламандського живописця Йооса де Момпера (1564—1635), представника пізнього маньєризму. Зберігається в приватній колекції.

## Весна (Момпер)
Це тільки одна з картин серії Момпера «Пори року» або «Сезони». Є ще й Літо, Осінь та Зима. Пейзажист за фахом, Момпер узяв у Арчімбольдо лише ідею створення одного зображення з нетипових деталей іншого. Чоловічі обличчя у всіх чотирьох картинах Момпера створені з природних, пейзажних форм — пагорбів, скель, ручаїв, рослинності (гаїв, невеличких лісів) і людських внесків у пейзаж — хижок, мостів, навіть капличок ( в картині «Зима»). Це був приклад гри інтелекту, гри зі змістами, натяками через зображення одного на зовсім інше, милування алегоріями, які полюбляли маньєризм і бароко.

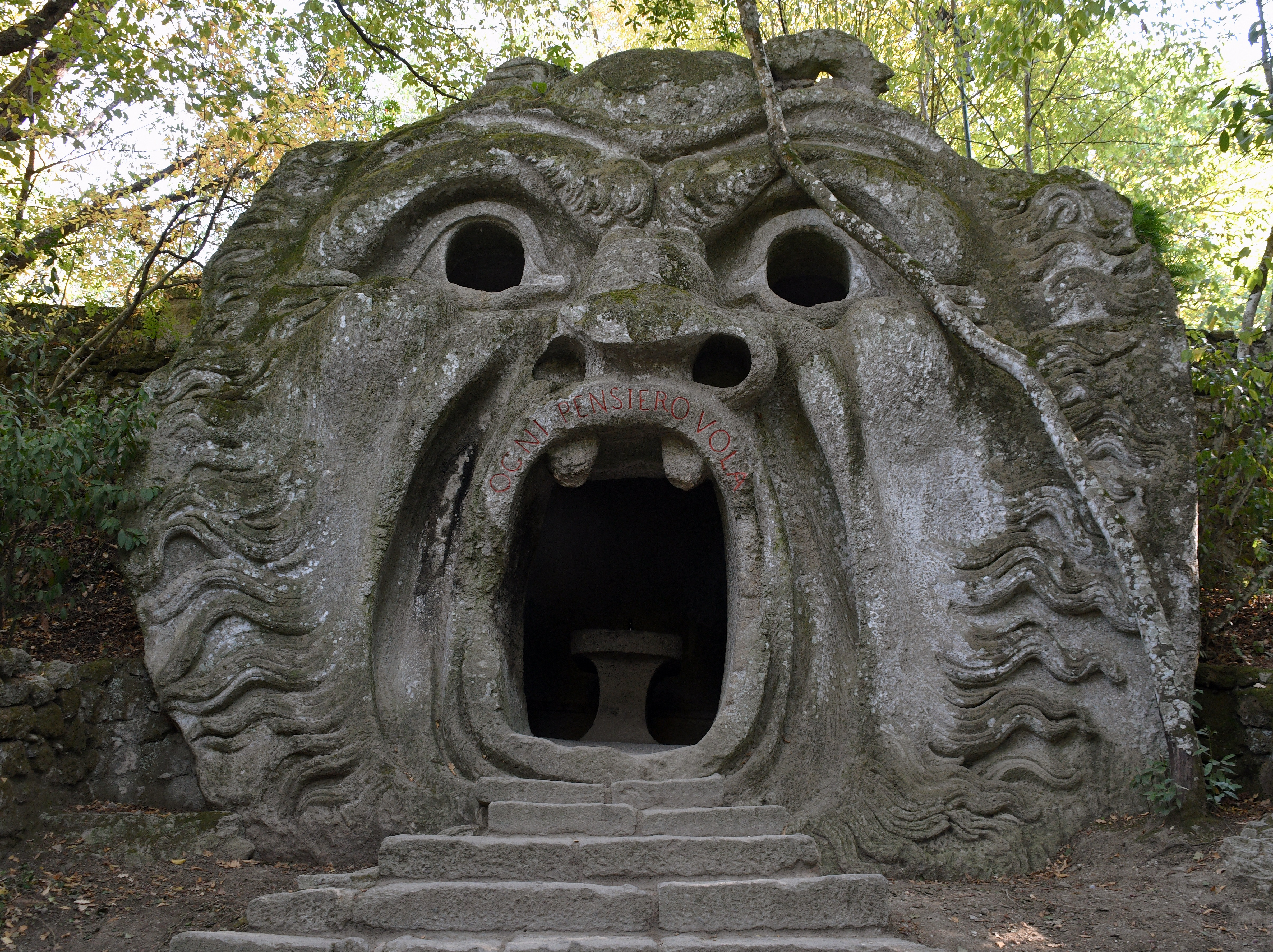
Сад Бомарцо, Італія.

Виявилося, що алегоричні портрети Арчімбольдо більш привітні і не такі загрозливо-лякаючі, як «Пори року» Момпера. Страхітливе і таємниче потроху перейде в естетику бароко і матиме використання в садово-парковому мистецтві (найяскравіший приклад — сад потвор Бомарцо або «Священний ліс»).